# Шавров, Вадим Борисович
Вади́м Бори́сович Шавро́в (26 октября [7 ноября] 1898, Москва — 23 декабря 1976) — советский авиаконструктор. Кандидат технических наук (1945), историк авиации. Наиболее известен созданием нескольких типов летающих лодок и двухтомной монографией «История конструкций самолётов в СССР».

## Биография
Родился в Москве 26 октября [7 ноября] 1898 года семье артиллерийского офицера. Младший брат Кирилл (1899—1940) — этнограф, редактор Ленинградского отделения государственного издательства детской литературы, занимавшийся просвещением и ликвидацией безграмотности северных народов — был репрессирован.
В 1914 году поступил в Петербургский институт инженеров путей сообщения.
В годы Гражданской войны работал в топографических экспедициях в Поволжье и на Северном Кавказе. В 1920 году возобновил учёбу в институте, на этот раз на авиационном факультете. в 1924 году по окончании института получил назначение в Российское общество добровольного воздушного флота («Добролёт»), работал в должности заместителя начальника Среднеазиатских линий (Бухара — Хива и Бухара — Душанбе).
В 1925 году перешёл в созданный Отдел морского опытного самолётостроения при заводе «Красный лётчик» (ОМОС) ЦКБ Авиатреста, которым руководил Д. П. Григорович. Эта организация находилась в Ленинграде, производственной базой являлся завод «Красный лётчик». Шавров работал в группе конструкторов.
В 1925 году самостоятельно разработал проект летающей лодки. В 1928 году его проект был рассмотрен Осоавиахимом и получил поддержку — заказ и средства на постройку. Вместе с В. Л. Корвиным покинул ОМОС, и к лету 1929 года они построили самолёт (все основные узлы и агрегаты были изготовлены в домашних условиях). Самолёт успешно прошёл испытания и получил обозначение Ш-1. Следующим проектом Шаврова стала летающая лодка Ш-2.
С 1955 года — начальник конструкторского отдела ОКБ-256 (г. Подберезье). Под руководством П. В. Цыбина участвовал в разработке проекта сверхзвукового гидросамолета РГСР.
В 1950-х годах перешёл на изучение истории авиации, создал трёхтомный труд о ней (опубликованы только два тома).
В 1968 году сыграл эпизодическую роль пожилого лётчика Красной армии в фильме «Служили два товарища».
Умер в 1976 году. Похоронен на Донском кладбище.

### Энтомология
Собирал жуков — от крошечных до гигантов. Коллекция находится ныне в Зоологическом институте РАН.
В 1947 году подготовил рукопись книги «Донации Палерактической области — (Donaciinae, Chrysomelidae) Regionis Palaearcticae». Позднее, в 1962 году, переделал монографию по стандартам серии «Фауна СССР» и дал ей новое название: «Фауна СССР. Жесткокрылые. Том XXIV, вып. 2. Листоеды Chrysomelidae. Подсем Donaciinae /Жуки-радужницы, Донации». Книга не была издана.

## Самолёты Шаврова
- Ш-1
- Ш-2
- Ш-3
- Ш-5
- Ш-7

## Память
- В Приморском районе Санкт-Петербурга одна из улиц носит его имя — улица Шаврова.

## Семья
Жена — Наталья Леопольдовна (урожд. Фассман) (1903—1985), дочь — Евгения Вадимовна Шаврова (1928—1991)

## Публикации
- Шавров В. Б. История конструкций самолетов в СССР до 1938 года. — М.: Машиностроение, 1969. — 606 с. с илл.
- Шавров В. Б. История конструкций самолетов в СССР 1938—1950 г.г. — М.: Машиностроение, 1978. — 440 с. с илл. (том вышел лишь через два года после его смерти).